# Mahmud Ahmadinejad
Maḥmūd Aḥmadinežād, traslitterato anche Ahmadinejad (in persiano محمود احمدی‌نژاد‎, ; Aradan, 28 ottobre 1956) è un politico iraniano, sesto presidente della Repubblica Islamica dell'Iran dal 3 agosto 2005 al 3 agosto 2013.
Viene considerato un conservatore laico, ma in linea con l'indirizzo religioso della repubblica islamica iraniana.
Politicamente è un membro del Consiglio Centrale degli Ingegneri della Società Islamica e gode di un importante appoggio politico per parte dell'Alleanza dei Costruttori dell'Iran Islamico, chiamata anche Abadgaran.
Laureato in ingegneria, prima di diventare presidente è stato professore di ingegneria civile all'Università Iraniana della Scienza e della Tecnologia e sindaco di Teheran. Si è reso noto per le sue idee antisioniste nonché per le sue posizioni antiamericane ed antioccidentali.

## Biografia e prima carriera politica
Aḥmadinežād è nato il 28 ottobre 1956 nel villaggio di Aradan, in provincia di Garmsar, nella regione di Semnan, quartogenito di sette figli. Il suo nome originario era Mahmud Ṣabbāghiyān (in persiano صباغیان‎).

Si è trasferito con la famiglia a Teheran quando aveva un anno.
Il padre, di nome Aḥmad, era stato barbiere, fruttivendolo e fabbro. Insegnò a Maḥmūd fin da piccolo il Corano e lo educò alla fede sciita.

Il padre cambiò cognome alla famiglia all'atto di trasferirsi dalla campagna a Teheran, per evitare discriminazioni, in quanto il cognome originario è tipico del mondo contadino oltre a essere usuale fra gli ebrei iraniani, il che avrebbe indicato l'origine ebraica della famiglia.
Il cognome scelto, Aḥmadinežād, significa "della stirpe di Aḥmad" che, a parte il chiaro riferimento al padre del futuro presidente, è anche uno dei nomi di Maometto.
Sua madre, Khanom, godeva del titolo onorifico di "Seyyede", attribuito a coloro che sono ritenuti, in seno allo sciismo, i discendenti di sangue del profeta Maometto.
Nel 1976 Maḥmūd partecipa al concorso dell'Università nazionale dell'Iran: viene classificato 132º su 400.000 partecipanti e, pertanto, viene ammesso alla facoltà di Ingegneria civile dell'Università Iraniana della Scienza della Tecnologia.
Durante la gioventù, per Maurizio Ferraris, fu «discepolo» del filosofo Ahmad Fardid. Fardid «si proclamava «compagno di strada di Heidegger» e di questo Ahmadinežād, da premier, “rilanciò, mutatis mutandis, il paragone del popolo metafisico per eccellenza che, stretto tra Oriente e Occidente, Stati Uniti e Russia, si prepara a un nichilismo eroico”.
Iscritto alla laurea di secondo livello (Master of Science secondo la classificazione anglosassone) nel 1986 presso la sua università, si è iscritto al dottorato in ingegneria civile e pianificazione dei trasporti pubblici nel 1989, che ha conseguito nel 1997.
Ha lavorato anche come insegnante d'ingegneria, prima di dedicarsi esclusivamente alla carriera politica.
Attualmente è sposato e ha 3 figli (due maschi e una femmina).

### Prima carriera politica
Nel 1979 svolge il ruolo di capo rappresentante dell'Università Iraniana della Scienza e della Tecnologia (IUST), presso cui studiava, alle riunioni studentesche non ufficiali, in cui occasionalmente interveniva l'Ayatollah Khomeini.

A queste riunioni prendevano parte anche i fondatori del primo Ufficio per la regolamentazione dell'unità (daftar-e taḥkīm-e vaḥdat), l'organizzazione studentesca che partecipa all'occupazione dell'ambasciata degli Stati Uniti, da cui scaturisce la presa di ostaggi statunitensi, avvenimento che si usa prendere come termine finale delle fino ad allora amichevoli relazioni diplomatiche fra i due Paesi.

Maḥmūd fa parte di questa organizzazione, che contribuisce ad attuare una politica di controllo nei confronti della potenziale dissidenza studentesca.
Nel corso degli anni ottanta ricopre alcune cariche amministrative nella provincia dell'Azerbaigian occidentale (ricopre il ruolo di governatore non eletto delle locali città di Maku e Khoy) e opera nell'Intelligence e nel servizio di sicurezza dei Guardiani della Rivoluzione Islamica, anche noti come Pasdaran; il suo consigliere Mojtaba Samareh Hāshemi affermò che egli aveva operato non in quanto membro dei Guardiani della Rivoluzione ma come collaboratore volontario.
Più precisamente nel 1986 Aḥmadinežād si offre volontario per prender parte all'addestramento delle forze speciali dei Pasdaran. Gli viene attribuito allora un posto da ufficiale nella guarnigione di Ramażan, stazionata in prossimità di Kermanshah. Tale guarnigione aveva l'incarico di effettuare «operazioni extraterritoriali»: numerosi rapporti suggeriscono che Aḥmadinežād fosse all'epoca incaricato dell'eliminazione di dissidenti in Iran e all'estero e che avesse partecipato a tal fine a operazioni segrete nella regione irachena di Kirkuk. Avrebbe inoltre partecipato a episodi di torture inflitte a prigionieri nella prigione di Evin a Teheran. Aḥmadinežād diviene in seguito uno degli ufficiali superiori dell'unità d'élite Qods (Gerusalemme), sempre in seno ai Pasdaran. Secondo alcuni rapporti partecipa a numerosi omicidi politici in Vicino Oriente e in Europa, fra cui quello del leader curdo ʿAbd al-Rahmān Qāssemlu (Gassemlou) a Vienna nel luglio del 1989.
Diviene anche capo ingegnere della VI Armata dei Guardiani della Rivoluzione.
Alla fine del conflitto tra Iran e Iraq, durato tra il 1981 ed il 1988, alcuni basiji (volontari) dei Pasdaran, di cui faceva parte Aḥmadinežād, rivendicarono un ritorno ai valori morali dei primi giorni della rivoluzione khomeinista in voluto contrasto con la percepita corruzione di certi non nominati loro capi, che si sarebbero arricchiti incamerando illegittimamente beni confiscati durante la Rivoluzione Islamica, oppure svolgendo un ruolo fondamentale nel mercato nero in tempo di guerra. Aḥmadinežād non ha celato il suo attaccamento ai valori del Basij: egli appare regolarmente vestito d'un foulard nero e bianco, caratteristico dei basiji, e parla spesso in termini positivi della «cultura basij» e del «potere basij». I basiji gli dimostreranno il loro sostegno nel corso degli incidenti esplosi all'indomani delle elezioni presidenziali del giugno del 2009.
Nel 1993, dopo aver ricoperto per un biennio il ruolo di consigliere presso il governatore della provincia del Kurdistan, è nominato governatore della provincia di Ardabil: ricopre tale ruolo sino al 1997.

### Elezione a sindaco di Teheran
Nel 2003 si presenta alle elezioni di sindaco di Teheran come membro dell'Alleanza dei Costruttori dell'Iran Islamico. Il 3 maggio 2003 viene eletto con un'affluenza alle urne pari al 12% della cittadinanza.

Ricopre tale incarico fino al 28 giugno 2005. Rinuncia alla sua carica di sindaco dopo la sua elezione alla presidenza dell'Iran. La sua rinuncia è accettata il 28 giugno 2005 ed il consiglio comunale, con 8 voti su 15, nomina al suo posto Mohammad Bagher Ghalibaf, che diviene il dodicesimo sindaco di Teheran.
Come sindaco di Teheran, Aḥmadinežād è incluso in una lista di 65 finalisti per il riconoscimento di "Sindaco dell'Anno 2005" tra 550 sindaci nominati, di cui solo 9 provenivano dall'Asia. Durante la sua attività di sindaco, ha revocato molte riforme attuate dai precedenti sindaci, considerati "moderati" e "riformisti". Secondo i critici, una delle modifiche più significative sarebbe stata quella della creazione di ascensori distinti per gli utenti di sesso maschile e per quelli di sesso femminile negli uffici del comune. Costoro hanno criticato anche la sua proposta di seppellire nelle principali piazze di Teheran i corpi dei soldati caduti nella guerra Iran-Iraq, presentati come martiri.

Ahmadinejad ha accolto il presidente venezuelano Hugo Chávez durante la sua visita a Teheran nel 2004 con l'inaugurazione di una statua di Simón Bolívar, eroe nazionale venezuelano, nel parco Goft-o-gou.

In qualità di sindaco di Teheran, diventa anche direttore del quotidiano Hamshahri, allontanando l'editore Mohammad Atrianfar e sostituendolo con Alireza Sheikh-Attar. Come tale licenzia il giornalista Sheikh-Attar il 13 giugno 2005, pochi giorni prima delle elezioni presidenziali, per non averlo sostenuto nella sua campagna per ottenere questa carica, rimpiazzando Sheikh-Attar con Ali Asghar Ash'ari, ex Vice Ministro della Cultura e dell'Orientamento Islamico durante il mandato ministeriale di Mostafa Mirsalim. Licenzia anche Nafiseh Kuhnavard, uno dei giornalisti dell'Hamshahri, per aver chiesto a Khatāmi notizie circa le "linee rosse" del regime e le agenzie parallele e illegali dell'intellighenzia: una domanda che Aḥmadinežād considerò inappropriata. Kuhvanard è stato successivamente accusato dagli elementi più radicali islamici di spionaggio a favore della Turchia e dell'Azerbaigian.
È noto che Aḥmadinežād ha avuto modo di polemizzare con Khatāmi, che allora lo ostacolava nel partecipare agli incontri del Consiglio dei ministri: un privilegio di solito esteso anche ai sindaci di Teheran. Critica pubblicamente Khatāmi di ignorare i problemi quotidiani della cittadinanza.

## Presidenza

### Elezione alla presidenza del 2005
È eletto presidente dell'Iran il 24 giugno 2005, al secondo turno delle elezioni presidenziali, battendo il rivale, il presidente uscente Ali Akbar Hashemi Rafsanjani. Vince con il 61,69% dei voti dei circa 28 milioni di votanti.
Rafsanjāni aveva vinto il primo turno di votazioni, mentre Aḥmadinežād si era assicurato il 19,48% dei voti, divenendo lo sfidante di Rafsanjāni nel ballottaggio finale. L'inattesa vittoria di Aḥmadinežād fu attribuita dagli osservatori alla popolarità del suo stile di vita semplice e al fatto di essere stato presentato come il difensore dei ceti meno agiati, come un modello di integrità religiosa e come un politico estraneo alla corruzione.
Le elezioni sono contestate per la mancata ammissione di circa 1.000 candidati dal Consiglio dei guardiani della rivoluzione: costoro avevano consentito infatti solo sette candidature alla presidenza.
Ciò aveva attirato critiche in quanto i criteri per l'ammissione alla candidatura, secondo alcuni, erano stati interpretati e applicati in modo non imparziale.
Inoltre Mehdi Karrubi, un candidato riformista che si era piazzato al terzo posto nell'elezione, accusa il Corpo dei Guardiani della Rivoluzione iraniana e le forze della milizia del Basij di essere state mobilitate a favore di Aḥmadinežād per condizionarne illegalmente l'elezione. Egli ha affermato che tra i cospiratori vi sarebbe stato Mojtaba Khamenei, figlio della guida suprema, l'ayatollah Khamenei.

Khamenei scrive a Karrubi affermando che le sue accuse erano "al di sotto della sua dignità" e che "ne sarebbe derivata una crisi" per l'Iran, che egli non avrebbe permesso. Per tutta risposta, Karrubi si è dimesso da tutti i suoi incarichi politici, incluso quello di consigliere della Guida Suprema dell'Iran e di membro del Consiglio per il discernimento: incarichi cui era stato nominato direttamente da Khamenei.
Ali Akbar Hashemi Rafsanjani, il rivale di Aḥmadinežād al secondo turno, sostiene anch'egli che vi erano stati interventi "ingiusti" per condizionare le votazioni a favore di e conferma quanto denunciato da Karrubi. Egli parla di "sporchi trucchi" che avevano condotto "illegalmente" Aḥmadinežād alla presidenza e afferma che il suo ricorso per quanto verificatosi nell'elezione sarebbe stato fatto unicamente a "Dio", raccomandando ai suoi sostenitori di accettare i risultati comunque prodottisi e di "assistere" il presidente neoeletto.
Alcuni gruppi politici, incluso il partito riformista del Fronte di Partecipazione dell'Iran Islamico (FPII), hanno denunciato il fatto che Aḥmadinežād aveva ricevuto sostegno illegale e informazioni dai supervisori alle elezioni scelti dal Consiglio dei guardiani, i quali invece sarebbero dovuti restare neutrali in base alla legge elettorale.
Nonostante tutto questo, diventa presidente dell'Iran il 3 agosto 2005, ricevendo l'approvazione della guida suprema, l'ayatollāh Ali Khamenei. Durante la cerimonia d'insediamento bacia la mano di Khamenei, diventando il primo presidente iraniano a compiere questo atto e il secondo a baciare la mano di una guida suprema (il primo era stato Mohammad Ali Rajai, che aveva baciato la mano dell'ayatollah Khomeini).
Tale atto viene attribuito al sostegno che Khamenei ha sempre dimostrato verso Aḥmadinežād.

### Elezione alla presidenza del 2009
Il 23 agosto 2008, la Guida Suprema Ali Khamenei annunciò che vedeva "Aḥmadinežād come presidente per i prossimi cinque anni", un commento interpretato come un sostegno favorevole per la rielezione di Aḥmadinežād. Secondo l'organismo per le elezioni dell'Iran, 39.165.191 persone hanno espresso il proprio voto il 12 giugno 2009. Aḥmadinežād ha vinto con 24.527.516 voti (62,63%). Secondo è stato Mir-Hossein Mousavi, che ha ottenuto 13.216.411 (33,75%) voti. L'elezione ha attirato un interesse pubblico senza precedenti in Iran.
Durante le elezioni ci sono state proteste per presunti brogli elettorali da parte dei sostenitori di Mir-Hossein Mousavi. L'Ayatollah Ali Khamenei ha formalmente approvato Ahmadinejad come presidente il 3 agosto 2009, e Aḥmadinežād ha prestato giuramento per un secondo mandato, il 5 agosto 2009.

### Atti come presidente
Nel primo annuncio dopo la sua elezione invita i funzionari statali a non affiggere le sue fotografie e immagini negli uffici governativi e a usare solamente le immagini e le foto dell'Ayatollah Khomeini e dell'Ayatollah Khamenei.
Completa le cerimonie necessarie per diventare presidente il 6 agosto, quando presta giuramento dinanzi al Majles di proteggere la religione ufficiale dell'Iran (l'Islam nella sua accezione sciita), la Repubblica Islamica e la sua costituzione. Nel frattempo, dal 3 al 6 agosto, le funzioni di presidente sono svolte dal Primo Vicepresidente di Khatāmi, Mohammad Reza Aref.
Il primo significativo impegno legislativo a essere assunto dal nuovo governo è stata la costituzione di un Fondo di 12 trilioni di riyāl (1,3 miliardi di dollari statunitensi), chiamato "Fondo dell'amore dell'imam Reża", così chiamato in onore di uno degli Imam sciiti. Utilizzando le rendite iraniane del petrolio, l'intento del Fondo è quello di aiutare i giovani a trovare lavoro, a sposarsi e a trovare un'abitazione.
Aḥmadinežād ha avviato intense relazioni diplomatiche con la Russia, creando un dipartimento a ciò dedicato verso la fine del 2005. Ha lavorato con Vladimir Putin per risolvere la crisi nucleare in Iran verificatasi in seguito e sia Putin sia Aḥmadinežād hanno espresso il desiderio di cooperare insieme sul Mar Caspio.
All'inizio del dicembre 2006 è accusato di aver violato taluni precetti del Corano, guardando alcune ballerine senza velo che si esibiscono alla cerimonia di inaugurazione dei Giochi asiatici in Qatar, finendo così sotto inchiesta.
Le elezioni presidenziali del 13 giugno 2009 lo hanno riconfermato nella sua carica, anche se la correttezza delle operazioni di voto è stata oggetto di contestazione da parte dell'opposizione: nei giorni successivi alle elezioni si sono tenute numerose manifestazioni di protesta che hanno visto la partecipazione di milioni di persone.

Tali manifestazioni sono state duramente represse dal governo con la conseguente morte di un indefinito numero di manifestanti.

### Immagine politica e posizioni politiche sostenute durante la campagna elettorale e la presidenza
Aḥmadinežād tende a presentarsi al suo elettorato come un uomo semplice, che conduce una vita modesta: ad esempio si dice che da presidente dell'Iran abbia a lungo resistito all'idea di abbandonare la sua casa familiare in favore di un palazzo adeguato al suo ruolo e che abbia rifiutato l'uso dell'aereo presidenziale, preferendogli un aereo cargo.

Tende a presentarsi anche come un uomo pio e un islamico devoto.
Nella sua campagna presidenziale del 2005, ebbe un approccio populista, con grande enfasi data al suo semplice stile di vita. Per questo motivo, si paragonò a Mohammad Ali Rajai — il secondo Presidente dell'Iran —, dichiarazione che sollevò obiezioni da parte della famiglia di Rajāi. Affermò di voler "mettere sulle tavole del popolo i profitti del petrolio", ovvero di voler operare per una redistribuzione delle ricchezze derivanti dalla vendita del petrolio.
Sostenne di voler creare in Iran un "governo esemplare per i popoli del mondo", secondo il motto di "è possibile e possiamo farlo", slogan da lui usato nel corso della campagna elettorale. Si autodefinì un "fondamentalista" ovvero un politico che si ispira ai fondamenti dell'Islam e della originaria rivoluzione islamica in Iran.
Aḥmadinežād ha inviato segnali discordanti all'opinione pubblica internazionale circa i suoi progetti presidenziali. Secondo alcuni osservatori negli Stati Uniti, questa linea sarebbe stata studiata e mantenuta anche successivamente durante la sua presidenza per ottenere i consensi sia dei conservatori religiosi, sia delle classi meno agiate.

In particolare è stato l'unico tra i candidati delle elezioni presidenziali a esprimersi apertamente contro gli Stati Uniti d'America e l'ONU: in un'intervista concessa alla radiotelevisione nazionale iraniana pochi giorni prima delle elezioni dichiarò che le Nazioni Unite erano "unilateralmente schierate contro l'Islam" e si oppose al potere di veto dei membri permanenti del Consiglio di Sicurezza delle Nazioni Unite, dichiarando che "non è giusto che pochi Stati possano imporre il loro veto a decisioni di carattere globale. Se un tale privilegio deve continuare a esistere, allora deve essere esteso anche al mondo dell'Islam, la cui popolazione ha raggiunto quasi il miliardo e mezzo di persone".
Si è fatto sostenitore di un programma nucleare iraniano, che persegue attivamente sotto la sua successiva presidenza, accusando, con chiaro riferimento agli Stati Uniti e ai suoi sostenitori, "alcuni poteri arroganti" di tentare di fermare lo sviluppo industriale e tecnologico dell'Iran in questo e in altri settori.
Ha affermato il fatto di aver sviluppato un esteso programma per la lotta al terrorismo, con l'obiettivo di migliorare le relazioni estere dell'Iran e per stringere buoni rapporti con gli Stati confinanti. Tale dichiarazione ha suscitato perplessità in chi ricorda come l'Iran sia uno tra i più accreditati finanziatori di Hezbollah, l'organizzazione paramilitare libanese, ritenuta terrorista da vari Stati, tra cui Israele e gli Stati Uniti.
Dopo la sua elezione ha dichiarato che "Grazie al sangue dei martiri una nuova rivoluzione islamica è sorta ed è la rivoluzione islamica del 1384 (l'anno in corso in Iran, secondo il calendario dell'Egira), che se Dio vorrà, taglierà le radici dell'ingiustizia nel mondo" e che "presto l'onda della rivoluzione islamica raggiungerà il mondo intero".
Ha anche sostenuto di voler mettere fine al problema relativo ai visti d'ingresso per i cittadini appartenenti agli Stati della regione, dicendo che "la gente dovrebbe visitare liberamente qualsiasi posto desideri. La gente dovrebbe avere la libertà di compiere i propri pellegrinaggi e i propri viaggi" ("People should visit anywhere they wish freely. People should have freedom in their pilgrimages and tours").

## Scontro con Khamenei
Aḥmadinežād combina la visione mistica iraniana con un approccio riformista, cosa che l'ha condotto negli ultimi anni di presidenza a uno scontro con la fazione più conservatrice guidata da Ali Khamenei. L'ayatollah Mesbah Yazdi, consigliere spirituale di Aḥmadinežād, guida il movimento religioso Hojatiye che sviluppa l'idea del misticismo e dell'attesa dell'arrivo dell'Imam Nascosto e condanna duramente i capitali finanziari come male della contemporaneità. Aḥmadinežād ha incoraggiato l'aumento della partecipazione delle donne nella politica iraniana ed eletto donne alle più alte cariche politiche. Nel novembre 2010 ha pregato pubblicamente nella moschea di Jamkaran a Qom, che è considerata nella tradizione sciita il luogo dove è possibile comunicare direttamente con l'Imam Nascosto; dopo di che ha sostituito il ministro degli Esteri Manuchehr Mottaki (vicino a Khamenei) con Ali Akbar Salehi e ha cercato di licenziare il ministro dell'Intelligence Heidar Moslehi, ma è stato bloccato da Khamenei. Da allora diverse personalità vicine ad Ahmadinejad sono state oggetto di attacchi della stampa o indagini giudiziarie: il vicepresidente Hamid Baqaei è stato sospeso dalle cariche pubbliche per quattro anni, l'assistente personale di Aḥmadinežād e suo probabile delfino alla presidenza Kazem Kiapasha è stato arrestato.

## Dopo la presidenza
Nel 2017 Ahmadinejad si ricandida per le elezioni presidenziali, ma il Consiglio dei Guardiani rigetta la sua candidatura impedendogli di partecipare. Lo stesso accede alle elezioni del 2021 e a quelle del 2024.

## Controversie

### Aḥmadinežād, Israele e gli ebrei
Durante la conferenza internazionale Il mondo senza sionismo, tenutasi nell'ottobre 2005, Maḥmūd Aḥmadinežād, citando Khomeini, ha affermato, con riferimento allo Stato di Israele: «... questo regime occupante Gerusalemme è destinato a scomparire dalla pagina del tempo... ».
Il giorno successivo a questa dichiarazione il primo ministro di Israele Ariel Sharon ha chiesto l'espulsione dell'Iran dalle Nazioni Unite, mentre il ministro degli esteri Silvan Shalom ha richiesto una riunione d'emergenza del Consiglio di Sicurezza delle Nazioni Unite. Fu accolta quest'ultima proposta: in quell'incontro tutti i 15 membri del Consiglio condannarono le affermazioni di Aḥmadinežād. Kofi Annan si disse costernato per i commenti e ribadì gli obblighi dell'Iran verso le Nazioni Unite ed il diritto all'esistenza di Israele.
Aḥmadinežād ha riaffermato questa posizione il 28 ottobre 2005, senza ritrattare la sua precedente dichiarazione. Ulteriori affermazioni in tal senso sono state fatte in alcune interviste rilasciate in occasione del congresso della FAO svoltosi a Roma in data 3 giugno 2008: «...per quanto concerne le atrocità israeliane nei territori occupati, il regime criminale che sta sfruttando la ricchezza dell'oppressa nazione palestinese e sta uccidendo innocenti da 60 anni, ha raggiunto la sua fine e sparirà dalla scena politica...» («...as to the Israeli atrocity in the occupied lands, the criminal regime which has been plundering the wealth of the oppressed Palestinian nation and has been murdering innocent people in the past 60 years, has reached its end and will disappear from the political scene...»). Tali dichiarazioni hanno suscitato proteste di varie parti politiche in Italia ed all'estero.
Le dichiarazioni di Aḥmadinežād hanno aumentato la diffidenza e i pregiudizi degli iraniani non ebrei.
Durante la Conferenza internazionale sul razzismo denominata "Durban II", tenutasi a Ginevra il 20 aprile 2009, la presenza di Aḥmadinežād, accusato di antisemitismo razzista, ha portato alla decisione da parte di Italia, Belgio, Israele, Germania, Canada, Stati Uniti di non prendervi parte.

Gli Stati Uniti, Israele, il Canada, l'Australia e l'Italia avevano già deciso di non partecipare alla Conferenza, anche quale effetto della prima conferenza di Durban del 2001 - Conferenza mondiale contro il razzismo - e delle ridotte garanzie offerte in sede di lavori preparatori.

Israele ha reagito inoltre alla sua presenza richiamando in patria il proprio ambasciatore in Svizzera.
Ban Ki-Moon ha criticato apertamente la scelta di questi Paesi, ritenendola poco costruttiva. Durante la conferenza stampa alcune frasi pronunciate da Aḥmadinežād su Israele hanno portato all'abbandono dell'aula da parte di alcuni Paesi dell'Unione europea mentre altri come il Vaticano hanno scelto di appoggiare la linea della libertà di espressione.
Questi accusò Israele di aver consolidato un governo razzista in Vicino Oriente dopo il 1945, utilizzando l'"aggressione militare per privare della terra un'intera nazione, sotto il pretesto della sofferenza degli ebrei", e invitando "immigrati dall'Europa, dagli Stati Uniti e dal mondo dell'Olocausto per stabilire un governo razzista nella Palestina occupata".

Alcuni delegati sostennero con applausi la critica del presidente iraniano contro Israele e quegli Stati occidentali "rimasti in silenzio di fronte ai crimini commessi da Israele a Gaza" e per l'inadeguatezza della struttura e dei lavori delle Organizzazioni internazionali.

### Repressione delle contestazioni
Durante il governo Aḥmadinežād, sono state duramente represse numerose manifestazioni di protesta di stampo principalmente studentesco: i casi più noti sono stati la repressione delle manifestazione organizzate per il 9 luglio 2007 in occasione dell'ottavo anniversario della strage compiuta il 9 luglio 1999 dalle forze dei Pasdaran nei dormitori delle università di Teheran e gli scontri di piazza tenutesi per settimane per le vie di Teheran tra numerosi contestatori e le forze del governo in occasione delle elezioni del 2009.
Nei mesi successivi il governo ha represso ulteriori manifestazioni con arresti di migliaia di persone, alcune condanne a morte e alcuni morti; in particolare ha bandito dal paese numerose istituzioni straniere, tra cui mezzi di informazione e organizzazioni per i diritti umani.Proprio la questione diritti umani ha messo Ahmadinejad sotto i riflettori della stampa internazionale per le sue posizioni integraliste. L’omosessualità "è contro lo spirito umano". Lo ha detto il presidente iraniano Mahmoud Ahmadinejad, che nel 2007, parlando alla New York’s Columbia University, disse che "in Iran non ci sono omosessuali come negli Stati Uniti". Ahmadinejad ha ricordato quel discorso durante una visita a Yazd, nel centro dell’Iran. Alla Columbia, ha detto il capo del regime di Teheran, "mi chiesero perché gli omosessuali sono vittima di repressioni nel nostro Paese. Ho risposto che in Iran non ce ne sono molti perché crediamo che sia contro lo spirito umano e l’umanità".Le autorità iraniane hanno più volte definito l’omosessualità una malattia che va curata e un atto di corruzione morale. Secondo il codice penale iraniano, alcuni atti di sodomia – intesi come rapporti sessuali tra due o più uomini – possono essere puniti con la morte. Ahmadinejad, che nel 2012 si trovava a New York per partecipare all’Assemblea Generale delle Nazioni Unite, ha respinto l’idea che opporsi all’omosessualità come fa la sua repubblica islamica sia una negazione delle libertà dell’uomo e anzi, ha criticato quei partiti che si schierano a favore degli omosessuali per avere "quattro o cinque voti in più". Secondo il presidente, non nuovo a questo genere di invettive, "il sostegno all’omosessualità è radicato solamente nei pensieri dei capitalisti irriducibili e di coloro che guardano solo alla crescita del capitale piuttosto che a quella dei valori umani".
Sotto il profilo economico, la politica di Aḥmadinežād è considerata un fallimento da alcuni osservatori politici come il conservatore Edward Luttwak e il presidente è stato accusato di aver condotto la Repubblica islamica alla rovina finanziaria.
Le sanzioni, comminate dall'ONU durante il governo Aḥmadinežād in risposta ai timori legati al temuto sviluppo di armi nucleari da parte dell'Iran, hanno determinato lo scarseggiare di molti generi di prima necessità, ma anche di alcuni beni di lusso.
A causa del blocco degli scambi iraniani, conseguente all'applicazione delle sanzioni, l'Iran, quarto estrattore di petrolio al mondo, raziona la benzina perché, vista la mancanza in patria di tecnologie adeguate alla lavorazione del pesante greggio iraniano, s'incontrano difficoltà non di poco conto nel farla raffinare all'estero.
Per via di questa situazione l'inflazione, che al tempo dello Scià Reza Pahlavi era del 12-15% ora arriva al 25-30%.
In aggiunta a ciò, numerose aziende hanno ottenuto il monopolio degli appalti e delle commesse governative, a prescindere dalla loro efficienza e produttività, per effetto della corruzione dei pasdaran (i Guardiani della Rivoluzione), il che contribuisce al declino economico del paese.
Nel dicembre 2008, Aḥmadinežād aveva annunciato che il suo governo aveva stabilito un piano di salvataggio che avrebbe consentito alle classi socio-economiche più deboli di rimettersi in piedi. La promessa del presidente iraniano, tuttavia, si è rivelata falsa. All'inizio della settimana, il quotidiano riformista iraniano Saramiya ha riferito che Ahmadinezhād ha esaurito il fondo di riserva iraniano per gli aiuti ai poveri del paese. Ciò costituisce un problema se si considera il fatto che Aḥmadinežād ha vinto la competizione presidenziale sulla base di promesse fatte durante la campagna elettorale che lo impegnavano a migliorare il tenore di vita delle basse classi sociali. Secondo una relazione, Aḥmadinežād sarebbe riuscito "irresponsabilmente e illegalmente" a sprecare $ 140 miliardi.
In particolare, nel febbraio 2009 dopo che la Suprema Corte dei Conti dell'Iran aveva riferito che $1.058 miliardi di surplus dei conti petroliferi nel bilancio del 2006-2007 non erano stati incassati dal Tesoro iraniano, il Presidente del Parlamento ( Majles ), Ali Larijani, impose ulteriori certificazioni di bilancio per assicurarsi che i fondi entrassero al più presto possibile nelle disponibilità del Tesoro iraniano. Ahmadinejad criticò la Corte dei Conti per quelle che egli qualificò come "sue carenze", "incitando il popolo - come afferma il rapporto - contro il governo. Hamidreza Katouzian riferì per la Commissione parlamentare per l'Energia, che "Il governo ha speso $5 miliardi per importare carburante, 2 miliardi di dollari USA in più della somma che il Parlamento aveva autorizzato. Katouzian citò il ministro del Petrolio iraniano, Gholam-Hossein Nozari, che aveva affermato che il Presidente Maḥmūd Aḥmadinežād aveva disposto l'acquisto extra.

Nel febbraio del 2009 il Centro di Ricerca parlamentare ha riferito che l'Iran fronteggiava un deficit di bilancio di circa 44 miliardi di dollari statunitensi nell'anno finanziario (che comincia a marzo). Aḥmadinežād respinse il Rapporto e disse: il bilancio statale non presenta deficit.
| soggetto                        | Relazione parlamentare                                             | Punto di vista di Ahmadinejād |
| ------------------------------- | ------------------------------------------------------------------ | --- |
| Deficit di bilancio (2009-2010) | $44 miliardi                                                       | bilancio senza alcun deficit |
| rendite petrolifere             | mancanza di $1,058 miliardi derivanti da rendite petrolifere       | "Il Ministero del Petrolio non riceva un singolo dollaro proveniente da rendite petrolifere, dal momento che gli introiti sono direttamente depositati nel conto esteri della Banca Centrale" |
| importazione di petrolio        | $2 miliardi di carburante importato illegalmente                   | nessuna azione illegale è stata commessa |
| riserve del cambio con l'estero | fondi prelevati illegalmente dalle riserve del cambio con l'estero | "Nessuno nel Paese ha il diritto di spendere illegalmente anche un solo dollaro delle riserve"                                                                                                |

### Perplessità concernenti il programma nucleare iraniano
Con Aḥmadinežād l'Iran ha inaugurato un proprio programma nucleare.
Questo ha destato perplessità tra gli osservatori internazionali per via del timore che l'Iran potesse diventare una potenza atomica e che potesse sviluppare bombe atomiche per fini bellici, impiegandole in particolare per distruggere lo Stato d'Israele. L'Iran ha più volte ribadito invece che il suo era un programma di produzione di energia a fini esclusivamente pacifici ma le difficoltà frapposte all'azione di controllo dell'AIEA hanno fatto dubitare gli osservatori che quelle tranquillizzanti dichiarazioni rispondessero del tutto a verità.
In risposta al programma nucleare iraniano l'Organizzazione delle Nazioni Unite ha approvato a più riprese sanzioni di varia natura nei suoi confronti. Nel giugno 2010 anche gli Stati Uniti d'America dell'amministrazione Obama hanno approvato sanzioni unilaterali verso l'Iran.
Ahmadinezhād, a fronte delle proteste e delle sanzioni internazionali, ha risposto che l'Iran avrebbe proseguito comunque il proprio programma nucleare.

Sembra che il premier israeliano Benjamin Netanyahu abbia pianificato un attacco militare di Israele contro i siti nucleari dell'Iran, prima delle elezioni statunitensi del 4 novembre, incontrando forti resistenze nel partito del Likud e dei vertici militari e dei servizi segreti(dettagli del piano di attacco svelati da un blogger israeliano il 15 agosto, in tre fasi: isolamento mediatico, missili con bombe di profondità, e con testate tradizionali).

L'11 settembre, viene reso pubblico il messaggio di Cameron, che chiede a Israele di evitare azioni unilaterali contro l'Iran, messaggio portato da un suo consigliere a Gerusalemme nel corso di una visita segreta a fine agosto, di cui ha dato notizia.

A partire dal 13 settembre, altri quotidiani vicini ai democratici (oltre al New Yorker, New York Times, Huffingtonpost) dichiarano che Obama non deve coinvolgere gli Stati Uniti in altri conflitti, accusato dalla destra di non avere una politica estera e di mettere a rischio la sicurezza di Israele per piccole valutazioni elettorali e di politica interna.

Il 22 settembre davanti all'AIPAC, Obama ammette la possibilità di un intervento militare americano contro la Siria, se questa avesse impiegato armi chimiche contro la popolazione civile, fatto che avrebbe portato l'Iran a perdere l'unico alleato nell'area e all'isolamento militare (con forti interscambi commerciali con Russia e Cina).